# Wilhelm Steinberg
Pour les articles homonymes, voir Steinberg.

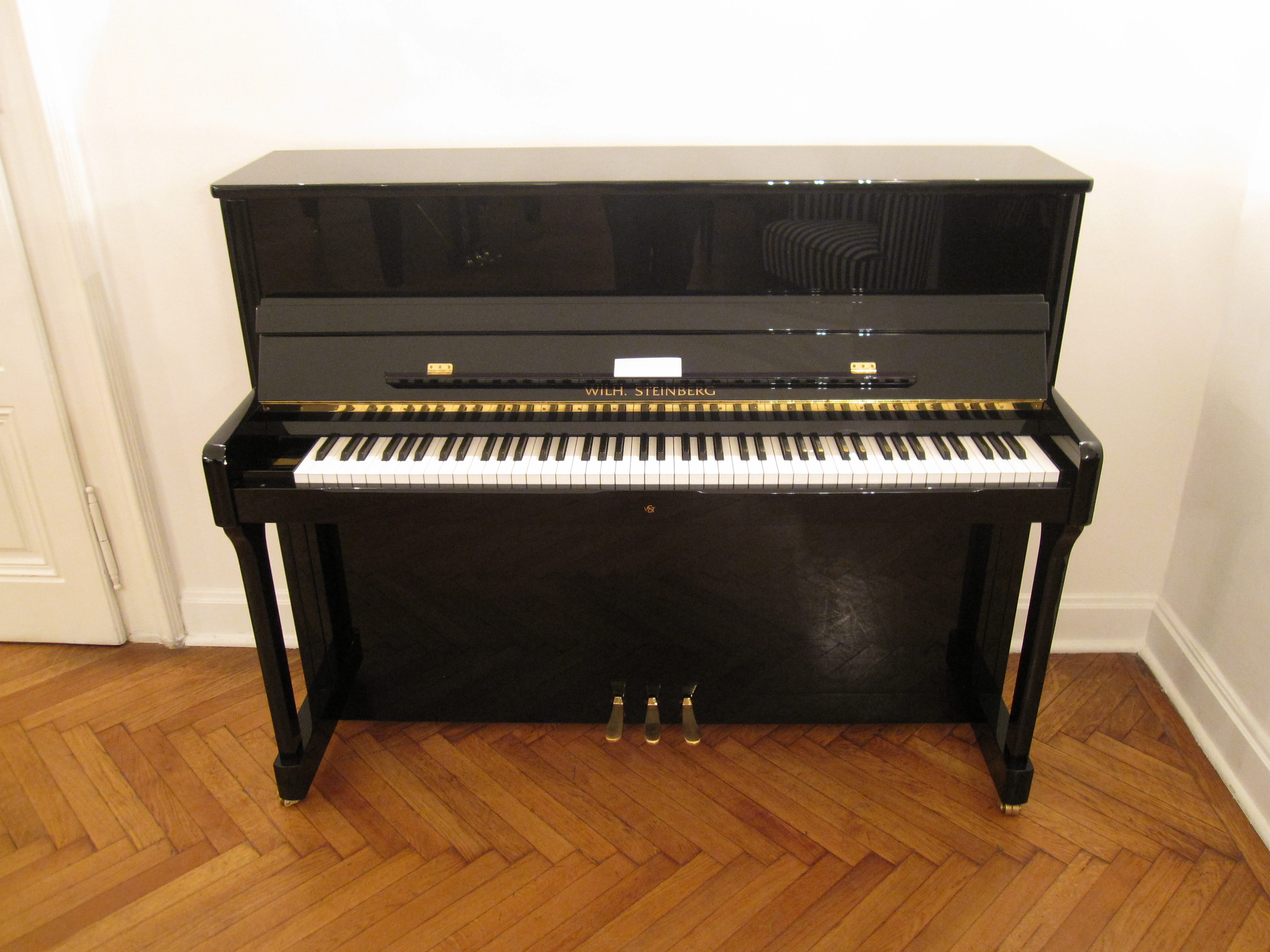
Piano Wilhelm Steinberg.

Wilhelm Steinberg est une entreprise de fabrication de pianos fondée en 1877 à Eisenberg (Thuringe) où elle a encore son siège. 
La famille Geyer fonda en 1877 un atelier de fabrication de pianos qui est l'ancêtre de la société actuelle Wilhelm Steinberg. L’entreprise située dans la partie est de l'Allemagne ne fut pas expropriée mais vit son activité fortement réduite du fait de son isolement. Après die Wende, le nom, les bâtiments et le personnel furent intégrés par la « Thüringer Pianoforte GmbH ». L’entreprise produit actuellement environ 1 000 pianos droits et pianos à queue par an.